# 山中三郎
山中三郎（？—1925年3月），日本东京府（现东京都）人，大日本帝国陆军少将。1902年毕业于日本陆军士官学校第14期，1911年毕业于日本陆军大学第23期，1921年在参谋本部任职，1922年8月任秩父宫雍仁亲王的随从武官，1923年8月升为大佐军衔，1924年2月任步兵第57联队联队长，1925年3月18日在任内死亡，死后被追赠陆军少将衔。